# Eleição municipal de São Bernardo do Campo em 2020
A eleição municipal de São Bernardo do Campo em 2020 ocorreu no dia 15 de novembro (primeiro turno) e o segundo turno do dia 29 de novembro não foi necessário. Esta cidade paulista possui 838,936 habitantes dentre os quais 620,181 são eleitores que neste dia votaram para definir o seu prefeito e os seus 28 vereadores.
Esta foi a 18º eleição direta para o comando da prefeitura na história da cidade, que terminou por reconduzir ao cargo o 31º prefeito desde a criação do município antigo em 1889; o 18º desde a emancipação em 1944; e o 15º por sufrágio universal.

## Antecedentes

### Eleição Municipal de 2016
Na eleição de 2016, Orlando Morando (PSDB) foi eleito no 2º turno com 123,661 votos.

### Eleições gerais de 2018
No primeiro turno para a eleição presidencial, 46,03% dos são-bernardenses votaram para Jair Bolsonaro (PSL); 23,91% para Fernando Haddad (PT) e 12,91% para Ciro Gomes (PDT). Brancos e nulos resultaram respectivamente em 2,51% e 6,90%. Para Governador de São Paulo, João Dória (PSDB) recebeu 28,25% e Marcio França (PSB) recebeu 14,64%.
No segundo turno, Jair Bolsonaro (PSL) recebeu 59,57% dos votos e Fernando Haddad (PT) recebeu 40,43%. Para governador, Marcio França (PSB) recebeu 51,57% e João Doria (PSDB) recebeu 48,43% dos votos válidos.

### Cláusula de barreira
Nesta eleição entrou em vigor a regra da "cláusula de barreira”. Os partidos teriam de obter, nas eleições para a Câmara dos Deputados de 2018, pelo menos 1,5% dos votos válidos, em ao menos um terço das unidades da federação, com ao menos 1% dos votos válidos em cada uma delas; ou ter eleito pelo menos 9 deputados, distribuídos em ao menos, um terço das unidades da federação. Os partidos que não atingiram estes números podem ficar sem receber o financiamento do fundo partidário, além de não terem direito ao tempo de TV. Portanto, os seguintes partidos foram afetados: UP, PCO, PCB, PSTU, REDE, PMN, PMB, DC, PTC e PRTB.

## Contexto político e pandemia
As eleições municipais de 2020 foram marcadas, antes mesmo de iniciada a campanha oficial, pela pandemia do coronavírus SARS-CoV-2 (causador da COVID-19), o que fez com que os partidos remodelem suas metodologias de pré-campanha. O Tribunal Superior Eleitoral (TSE) autorizou os partidos a realizarem as convenções para escolha de candidatos aos escrutínios por meio de plataformas digitais de transmissão, para evitar aglomerações que possam proliferar o vírus.
Além disso, a partir deste pleito, foi colocada em prática a Emenda Constitucional 97/2017, que proíbe a celebração de coligações partidárias para as eleições legislativas, o que pode gerar um inchaço de candidatos ao legislativo. Conforme reportagem publicada pelo jornal Brasil de Fato em 11 de fevereiro de 2020, o país poderá ultrapassar a marca de 1 milhão de candidatos a prefeito, vice-prefeito e vereador neste escrutínio, o que não seria necessariamente bom, na opinião do professor Carlos Machado, da UnB (Universidade de Brasília): “Temos o hábito de criticar de forma intensa a coligação partidária, sem parar para refletir sobre os elementos positivos dela. O número de candidatos que um partido pode apresentar numa eleição, varia se ele estiver dentro de uma coligação, porque quando os partidos participam de uma coligação, eles são considerados como um único partido", afirmou Machado na reportagem.

## Regras
No dia 13 de agosto foi publicado o decreto Nº 21.237 com as condutas proibidas por agentes e servidores municipais durante as eleições de 2020. A tais pessoas ficou vedado a participação em eventos políticos a não ser que estejam licenciados ou de férias; ações políticas dentro de prédios do município; e a proibição de quaisquer publicidade que envolva candidatos a partir das Secretarias do Município. Seguindo a Emenda Constitucional Nº 107/2020, a prefeitura desativou suas redes sociais, para evitar conteúdos que possam configurar-se como propaganda eleitoral, no dia 15 de agosto de 2020.
Em resposta a uma consulta do PSOL, o TSE, no dia 28 de agosto de 2020, vetou a apresentação de artistas, de forma geral, em lives de candidatos.

## Candidatos a Prefeito
| Candidato(a) a prefeito(a) | Candidato(a) a prefeito(a) | Candidato(a) a prefeito(a)       | Candidato(a) a vice prefeito(a) | Candidato(a) a vice prefeito(a) | Candidato(a) a vice prefeito(a) | Coligação |
| -------------------------- | -------------------------- | -------------------------------- | ------------------------------- | ------------------------------- | ------------------------------- | --- |
| 13                         |                            | Luiz Marinho (PT)                |                                 |                                 | Ana Paula Lupino (PTB)          | São Bernardo nas Mãos da Sua Gente - PT - PTB - PDT - PL - PCdoB - Solidariedade                                                               |
| 16                         |                            | Cláudio Donizete (PSTU)          |                                 |                                 | Professor Fernando (PSTU)       | Sem coligação |
| 17                         |                            | Rafael Demarchi (PSL)            |                                 |                                 | Ana Paula Puga (PSL)            | Sem coligação |
| 40                         |                            | Dr. Leandro Altrão (PSB)         |                                 |                                 | Profª Sueli Palmeira (PSB)      | Um Novo Tempo Com Sustentabilidade - PSB - REDE                                                                                                |
| 45                         |                            | Orlando Morando (PSDB)           |                                 |                                 | Marcelo Lima (PSD)              | Força e Competência para Cuidar da Nossa Gente PSDB PSD DC Republicanos PP PODE PSC PTC MDB Cidadania DEM PRTB PMN PMB PV Patriota Avante PROS |
| 50                         |                            | Lourdes da Chapa Coletiva (PSOL) |                                 |                                 | Sonia Almeida (PSOL)            | Sem coligação |

- Lista com base no site de divulgação de candidaturas.[16]

### Caso PTB
Roberto Jefferson, líder do PTB, proibiu a formação de chapa e coligação do partido com candidatos da oposição. O Ministério Público recebeu um pedido para a remoção da Ana Lupino ou impugnação da chapa do PT devido ao fato de que a Comissão Executiva do PTB ter anulado a convenção de coligação com os partidos da oposição, fazendo com que pudesse ser necessário que estes regularizem a atual situação. Porém, na noite do dia 12 de outubro, a Justiça Eleitoral deferiu a candidatura por considerar que a resolução petebista havia descumprido alguns pontos da lei eleitoral.

### Apreensão de material eleitoral
Devido à denúncia de calúnia e difamação feita pela coligação de Orlando Morando (PSDB) contra a campanha de Luiz Marinho (PT), o Tribunal Regional Eleitoral de São Paulo expediu, no dia 10 de novembro de 2020, uma ordem de busca e apreensão, que não foi possível, pois o material já havia sido distribuído. No dia 12 de novembro de 2020 ocorreram buscas e apreensões contra o material de campanha do Rafael Demarchi (PSL).

### Desistente
| Nº | Nome         | Partido   | Motivo                                                             | Ref.   |
| -- | ------------ | --------- | ------------------------------------------------------------------ | ------ |
| 23 | Alex Manente | Cidadania | Recusou participar para focar na aprovação da PEC da 2ª Instância. | [ 24 ] |

## Pesquisas eleitorais
| Fonte             | Data da pesquisa      | Amostragem | Luiz Marinho (PT)  | Cláudio Donizete (PSTU) | Rafael Demarchi (PSL) | Dr. Leandro Altrão (PSB) | Orlando Morando (PSDB) | Lourdes da Chapa Coletiva (PSOL) | Nenhum             | Branco/ Nulo       | Não sabe/Abst.     |                    |
| Fonte             | Data da pesquisa      | Amostragem | Votação estimulada | Votação estimulada      | Votação estimulada    | Votação estimulada       | Votação estimulada     | Votação estimulada               | Votação estimulada | Votação estimulada | Votação estimulada | Votação estimulada |
| ----------------- | --------------------- | ---------- | ------------------ | ----------------------- | --------------------- | ------------------------ | ---------------------- | -------------------------------- | ------------------ | ------------------ | ------------------ | ------------------ |
| RealTime Big Data | 30.09.2020 03.10.2020 | 800        | 11%                | 1%                      | 4%                    | 2%                       | 40%                    | 2%                               | -                  | 23%                | 17%                |                    |
| RealTime Big Data | 30.09.2020 03.10.2020 | 800        | Votação espontânea |                         |                       |                          |                        |                                  |                    |                    |                    |                    |
| RealTime Big Data | 30.09.2020 03.10.2020 | 800        | 4%                 | 1%                      | 1%                    | 1%                       | 26%                    | 1%                               | -                  | 25%                | 44%                |                    |
| Paraná Pesquisas  | 31.10.2020 04.11.2020 | 800        | 22,3%              | 0,8%                    | 6,6%                  | 2,3%                     | 51%                    | 0,5%                             | 11,3%              | 11,3%              | 5,4%               |                    |
| Ibope             | 01.11.2020 03.11.2020 | 602        |                    |                         |                       |                          |                        |                                  |                    |                    |                    |                    |
| Ibope             | 01.11.2020 03.11.2020 | 602        | Votação estimulada |                         |                       |                          |                        |                                  |                    |                    |                    |                    |
| Ibope             | 01.11.2020 03.11.2020 | 602        | 24%                | 0%                      | 4%                    | 2%                       | 48%                    | 2%                               | -                  | 12%                | 7%                 |                    |
| Ibope             | 01.11.2020 03.11.2020 | 602        | Votação espontânea |                         |                       |                          |                        |                                  |                    |                    |                    |                    |
| Ibope             | 01.11.2020 03.11.2020 | 602        | 17%                | -1%                     | 1%                    | 1%                       | 38%                    | -                                | -                  | -                  | -                  |                    |
| Ibope             | 07.11.2020 09.11.2020 | 602        |                    |                         |                       |                          |                        |                                  |                    |                    |                    |                    |
| Ibope             | 07.11.2020 09.11.2020 | 602        | Votação estimulada |                         |                       |                          |                        |                                  |                    |                    |                    |                    |
| Ibope             | 07.11.2020 09.11.2020 | 602        | 21%                | 1%                      | 4%                    | 1%                       | 53%                    | 1%                               | 11%                | 11%                | 7%                 |                    |
| Ibope             | 07.11.2020 09.11.2020 | 602        | Votação espontânea |                         |                       |                          |                        |                                  |                    |                    |                    |                    |
| Ibope             | 07.11.2020 09.11.2020 | 602        | 26%                | 1%                      | 5%                    | 2%                       | 65%                    | 1%                               | 11%                | 11%                | 7%                 |                    |

## Rejeição
| Fonte             | Data da pesquisa      | Amostragem | Luiz Marinho (PT) | Cláudio Donizete (PSTU) | Rafael Demarchi (PSL) | Dr. Leandro Altrão (PSB) | Orlando Morando (PSDB) | Lourdes da Chapa Coletiva (PSOL) | Todos | Nenhum Votaria em todos | Não sabe Abst. |
| ----------------- | --------------------- | ---------- | ----------------- | ----------------------- | --------------------- | ------------------------ | ---------------------- | -------------------------------- | ----- | ----------------------- | -------------- |
| RealTime Big Data | 30.09.2020 03.10.2020 | 800        | 35%               | 2%                      | 2%                    | 3%                       | 15%                    | 2%                               | 14%   | 15%                     | 12%            |
| Paraná Pesquisas  | 31.10.2020 04.11.2020 | 800        | 43%               | 10,8%                   | 14,1%                 | 8,5%                     | 24%                    | 9,3%                             | -     | 6,1%                    | 15,5%          |
| Ibope             | 30.10.2020 05.11.2020 | 602        | 42%               | 11%                     | 17%                   | 11%                      | 25%                    | 10%                              | -     | -                       | -              |

## Debates
| Data            | Organizador(es)                             | Mediador     | Marinho (PT) | Demarchi (PSL) | Altrão (PSB) | Morando (PSDB) | Lourdes (PSOL) | Donizete (PSTU)                        |
| --------------- | ------------------------------------------- | ------------ | ------------ | -------------- | ------------ | -------------- | -------------- | -------------------------------------- |
| 6.º de novembro | TVT Rádio Brasil Atual Diário do Grande ABC | Glauco Faria | Presente     | Presente       | Presente     | Presente       | Presente       | Sem representação necessária na Câmara |

## Resultados

### Prefeito
Resultado do 1º turno da eleição para prefeito, por colocação.
| Turno único 15 de novembro de 2020 | Turno único 15 de novembro de 2020 | Turno único 15 de novembro de 2020 | Turno único 15 de novembro de 2020 |
| Candidato(a)                       | Vice                               | Votação                            | Votação                            |
| Candidato(a)                       | Vice                               | Porcentagem                        | Total                              |
| ---------------------------------- | ---------------------------------- | ---------------------------------- | ---------------------------------- |
| Orlando Morando (PSDB)             | Marcelo Lima (SD)                  | 67,28%                             | 261.761                            |
| Luiz Marinho (PT)                  | Ana Lupino (PTB)                   | 23,24%                             | 90.803                             |
| Rafael Demarchi (PSL)              | Ana Paula Puga (PSL)               | 5,10%                              | 19.859                             |
| Dr. Leandro Altrão (PSB)           | Profª Sueli Palmeira (PSB)         | 2,53%                              | 9.839                              |
| Lourdes da Chapa Coletiva (PSOL)   | Sonia Almeida (PSOL)               | 1,56%                              | 6.076                              |
| Claudio Donizete (PSTU)            | Fernando de Souza (PSTU)           | 0,19%                              | 743                                |
| Total de votos válidos             | Total de votos válidos             | 73,38%                             | 389.081                            |
| Votos em branco                    | Votos em branco                    | 4,63%                              | 21.032                             |
| Votos nulos                        | Votos nulos                        | 9,88%                              | 44.981                             |
| Votos apurados                     | Votos apurados                     | 73,38%                             | 455.094                            |
| Abstenções                         | Abstenções                         | 26,62%                             | 165.087                            |
| Total de eleitores                 | Total de eleitores                 | 100,00%                            | 620.181                            |

| Partido | Partido | Candidato                 | Votos   | Votos (%) |
| ------- | ------- | ------------------------- | ------- | --------- |
|         | PSDB    | Orlando Morando           | 261 761 | 67,28%    |
|         | PT      | Luiz Marinho              | 90 803  | 23,34%    |
|         | PSL     | Rafael Demarchi           | 19 859  | 5,1%      |
|         | PSB     | Dr. Leandro Altrão        | 9 839   | 2,53%     |
|         | PSOL    | Lourdes da Chapa Coletiva | 6 076   | 1,56%     |
|         | PSTU    | Claudio Donizete          | 743     | 0,19%     |
| Totais  | Totais  | Totais                    | 389 081 |           |

### Composição da Câmara Municipal
Um total de 870 candidatos espalhados entre 27 dos 33 partidos disputaram as 28 cadeiras da Câmara Municipal. Desses, 574 foram homens; 296, mulheres; 36, entre suplentes e titulares que atuaram entre 2017 e 2020, disputaram a reeleição; 834 disputaram o pleito pela primeira vez. Cidadania lançou 43 candidatos, entre 27 homens e 16 mulheres, o maior número do pleito, com o PSTU, por sua vez, lançando apenas 1.
|                       |                       |                                           |                                           |                                           |                                           |                                           |
| Partido               | Partido               | Câmara Municipal de São Bernardo do Campo | Câmara Municipal de São Bernardo do Campo | Câmara Municipal de São Bernardo do Campo | Câmara Municipal de São Bernardo do Campo | Câmara Municipal de São Bernardo do Campo |
| Partido               | Partido               | Votos                                     | %                                         | Assentos                                  | % de assentos                             | +/–                                       |
|                       | PSDB                  | 103.128                                   | 26,49%                                    | 10                                        | 35,71%                                    | 3                                         |
|                       | PT                    | 45.869                                    | 11,78%                                    | 4                                         | 14,28%                                    | 1                                         |
|                       | PSD                   | 30.889                                    | 7,94%                                     | 3                                         | 10,71%                                    | 1                                         |
|                       | PP                    | 27.269                                    | 7,01%                                     | 2                                         | 7,14%                                     | 2                                         |
|                       | Republicanos          | 22.235                                    | 5,71%                                     | 2                                         | 7,14%                                     | 2                                         |
|                       | DEM                   | 21.372                                    | 5,49%                                     | 2                                         | 7,14%                                     | 1                                         |
|                       | PODE                  | 19.879                                    | 5,11%                                     | 2                                         | 7,14%                                     | 2                                         |
|                       | Cidadania             | 15.392                                    | 3,95%                                     | 1                                         | 3,57%                                     | 1                                         |
|                       | PRTB                  | 13.496                                    | 3,47%                                     | 1                                         | 3,57%                                     | 1                                         |
|                       | Avante                | 13.285                                    | 3,41%                                     | 1                                         | 3,57%                                     | 1                                         |
|                       | PSL                   | 11.051                                    | 2,84%                                     | 0                                         | 0%                                        | Estável                                   |
|                       | MDB                   | 10.850                                    | 2,79%                                     | 0                                         | 0%                                        | Estável                                   |
|                       | SD                    | 7.941                                     | 2,04%                                     | 0                                         | 0%                                        | 2                                         |
|                       | PSB                   | 7.350                                     | 1,89%                                     | 0                                         | 0%                                        | Estável                                   |
|                       | PSOL                  | 6.678                                     | 1,72%                                     | 0                                         | 0%                                        | Estável                                   |
|                       | PCdoB                 | 5.434                                     | 1,40%                                     | 0                                         | 0%                                        | 1                                         |
|                       | PV                    | 4.612                                     | 1,18%                                     | 0                                         | 0%                                        | Estável                                   |
|                       | Patriotas             | 4.517                                     | 1,16%                                     | 0                                         | 0%                                        | Estável                                   |
|                       | PDT                   | 4.038                                     | 1,04%                                     | 0                                         | 0%                                        | 1                                         |
|                       | PSC                   | 3.853                                     | 0,99%                                     | 0                                         | 0%                                        | Estável                                   |
|                       | PL                    | 3.714                                     | 0,95%                                     | 0                                         | 0%                                        | Estável                                   |
|                       | PMN                   | 2.608                                     | 0,69%                                     | 0                                         | 0%                                        | Estável                                   |
|                       | DC                    | 1.576                                     | 0,40%                                     | 0                                         | 0%                                        | Estável                                   |
|                       | PTB                   | 1.186                                     | 0,30%                                     | 0                                         | 0%                                        | 1                                         |
|                       | PSTU                  | 426                                       | 0,11%                                     | 0                                         | 0%                                        | Estável                                   |
|                       | PMB                   | 406                                       | 0,10%                                     | 0                                         | 0%                                        | Estável                                   |
|                       | REDE                  | 126                                       | 0,03%                                     | 0                                         | 0%                                        | Estável                                   |
| → Votos Validos       | → Votos Validos       | 389.252                                   | 86,25%                                    | 28                                        | 100,00%                                   |                                           |
| → Votos brancos/nulos | → Votos brancos/nulos | 62.053                                    | 13,75%                                    |                                           |                                           |                                           |
| Total                 | Total                 | 451.305                                   | 73,22%                                    |                                           |                                           |                                           |
| Abstenção             | Abstenção             | 165.087                                   | 26,78%                                    |                                           |                                           |                                           |
| Total de inscritos    | Total de inscritos    | 616.392                                   | 100%                                      |                                           |                                           |                                           |

### Vereadores
| Candidato(a)          | Partido      | Votação     | Votação |
| Candidato(a)          | Partido      | Porcentagem | Total   |
| --------------------- | ------------ | ----------- | ------- |
| Danilo Lima           | PSDB         | 2,29%       | 8.930   |
| Pery Cartola          | PSDB         | 2,28%       | 8.865   |
| Ivan Silva            | PP           | 2,03%       | 7.916   |
| Julinho Fuzari        | DEM          | 1,79%       | 6.954   |
| Fran Silva            | PSD          | 1,36%       | 5.307   |
| Alex Mognon           | PSDB         | 1,32%       | 5.146   |
| Gordo da Adega        | Republicanos | 1,32%       | 5.119   |
| Ana Nice              | PT           | 1,21%       | 4.728   |
| Bispo João Batista    | Republicanos | 1,20%       | 4.679   |
| Afonsinho             | PSDB         | 1,05%       | 4.077   |
| Ana do Carmo          | PT           | 1,04%       | 4.049   |
| Eliezer Mendes        | PODE         | 0,97%       | 3.793   |
| Almir do Gás          | PSDB         | 0,96%       | 3.749   |
| Minami                | PSDB         | 0,89%       | 3.445   |
| Mauricinho Cardozo    | PSDB         | 0,88%       | 3.411   |
| Toninho Tavares       | PSDB         | 0,84%       | 3.277   |
| Estevão Camolesi      | PSDB         | 0,76%       | 2.953   |
| Getulio do Amarelinho | PT           | 0,75%       | 2.933   |
| Paulo Chuchu          | PRTB         | 0,75%       | 2.908   |
| Aurelio               | PSDB         | 0,73%       | 2.844   |
| Joilson Santos        | PT           | 0,69%       | 2.699   |
| Reginaldo Burguês     | PODE         | 0,68%       | 2.636   |
| Lucas Ferreira        | DEM          | 0,62%       | 2.409   |
| Jorge Araujo          | PSD          | 0,60%       | 2.322   |
| Glauco Braido         | PSD          | 0,59%       | 2.286   |
| Dr. Manuel            | Cidadania    | 0,54%       | 2.097   |
| Netinho Rodrigues     | PP           | 0,52%       | 2.045   |
| Palhinha              | AVANTE       | 0,49%       | 1.941   |

## Engajamento

### Jovens
Graças a pandemia de COVID-19, os jovens do Grande ABC, tanto dentro e fora da faixa obrigatória de participação, escolheram se ausentar das urnas, o que, na visão do professor de ciências políticas da UFABC, Diego Sanches Corrêa, foi a de que as questões politicamente importantes "me pareceram menos cativantes, em especial, para esse público mais novo”, ao contrário do que ocorreram nas eleições de 2016, na polarização e engajamento político decorrentes do Impeachment de Dilma Rousseff.
Entre os candidatos, João Viana, aos 20 anos, foi o candidato a vereador mais jovem na cidade. Ele recebeu 1.682 votos, sendo eleito como suplente do Cidadania para a 18ª Legislatura.

## Eventos posteriores

### Denúncia no TRE-SP
Em dezembro de 2023, o TRE-SP acolheu a denúncia do Partido dos Trabalhadores de que Orlando Morando teria cometido “abuso de poder político e uso indevido dos meios de comunicação” nos meses anteriores às eleições de 2020. No dia 23 de abril de 2024, a corte rejeitou o pedido por 5 votos a 2. O PT municipal anunciou que recorreria ao TSE. No fim, em decisão do dia 18 de julho de 2024, o TRE de São Paulo anunciou que não existia conduta ilícita por parte da coligação de Orlando Morando.